# هانس فایهینگر
هانس فایهینگر (انگلیسی: Hans Vaihinger; ۲۵ سپتامبر ۱۸۵۲ – ۱۸ دسامبر ۱۹۳۳) یک فیلسوف اهل آلمان بود.